# Бахаулла
Баха́улла́ (араб. بهاء الله — «Слава Бога») (нар. 12 листопада 1817 — пом. 29 травня 1892), Ім'я при народженні Мірза Хусейн-Алі-і-Нурі (перс. میرزا حسین علی) — засновник багаїзму. На думку прихильників — Богоявлення для нашого часу.

## Життєпис

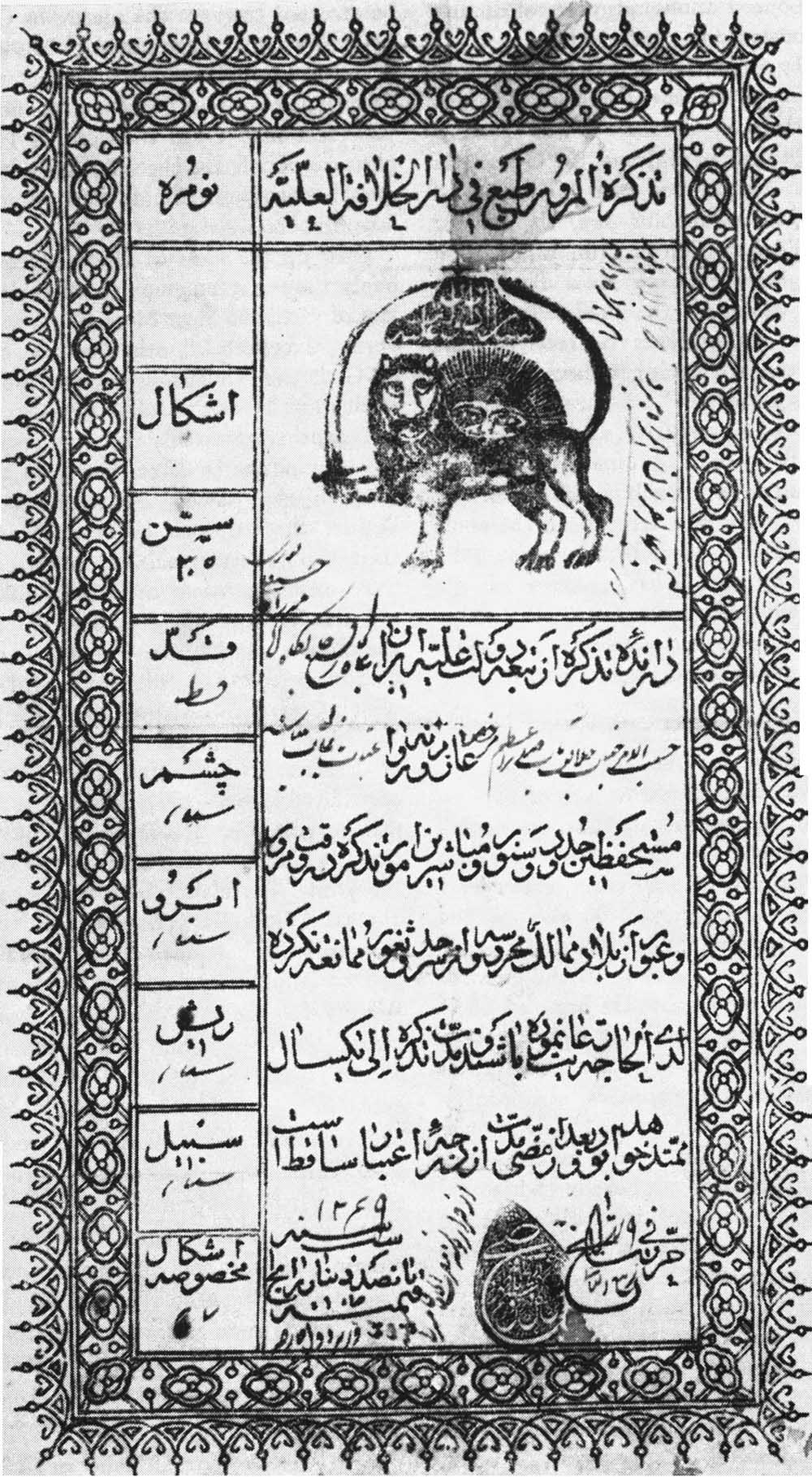
Паспорт Багаулли, датований січнем 1853 р.

Бахаулла народився у Персії (в даний час Іран), в Тегерані. У 1844 році одним з перших став послідовником релігії бабі, проголошеної сіїдом Алі-Мухаммадом, що прийняв титул «Баб» (араб «Врата»). В 1852 році, перебуваючи в ув'язненні за приналежність до бабі у в'язниці Сіях-Чаль («Чорна яма»), отримав Божественне Одкровення. В 1863 році, перебуваючи на засланні біля міста Багдад (Ірак), оголосив, що є тією самою особою, про яку пророкував Баб — «Тим, Кого явить Бог». Владою Оттоманської імперії був засланий в Стамбул, (у той час столиця імперії), через чотири місяці — в Адріанополь (сучасний Едірне), де пробув п'ять років, а потім, у 1868 році, засуджений до довічного ув'язнення в місті-в'язниці Акко (Палестина, територія сучасного Ізраїлю).
Вчив, що всі Пророки і Посланці Божі послані на Землю єдиним Богом для поступового навчання людства з метою встановлення «Царства Божого на землі» (концепція прогресивного Одкровення). Стверджував, що Царство Боже («Найбільший світ») буде встановлено протягом цієї епохи Божественного одкровення. Ним були явлені Писання, що відносяться практично до всіх питань повсякденного життя та проблем управління сучасною цивілізацією. Крім того, в Його творах висвітлено багато богословських питань — природа душі і життя після смерті, пророцтва і алегорії Біблії і Корану, сенс життя і доля людства, і т.д.
Основні твори:
- Кітаб-і-Аґдас («Найсвятіша Книга», основна праця, в який включені сучасні релігійно-духовні закони),
- Кітаб-і-Іґан («Книга безсумнівності», богословський трактат, що роз'яснює символізм Біблії та Корану),
- «Потаємні Слова» (духовні настанови, сформульовані у вигляді коротких віршів), ряд листів та звернень, виданих в збірниках «Гранули з Писання Багаулли» і «Скрижалі Багаулли, що сталися після Кітаб-і-Аґдас».